# Nyreholmane
Die Nyreholmane (norwegisch für Niereninseln) sind eine Gruppe kleiner Inseln  vor der Ingrid-Christensen-Küste des ostantarktischen Prinzessin-Elisabeth-Lands. Sie liegen östlich der Slettholmane und des Publications-Schelfeises sowie südöstlich der Utskjera im südöstlichen Teil der Prydz Bay. 
Norwegische Kartografen, die sie auch deskriptiv benannten, kartierten sie im Detail anhand von Luftaufnahmen, die bei der Lars-Christensen-Expedition 1936/37 entstanden.